# Іспано-венесуельські відносини
Іспано-венесуельські відносини - це двосторонні відносини між Королівством Іспанія та Боліваріанською Республікою Венесуела. Обидві держави є членами Асоціації академій іспанської мови та Організації іберо-американських держав.

## Історія

### Колоніальні часи
Пропливаючи вздовж північного узбережжя Південної Америки у 1499 році, Іспанська експедиція під керівництвом Алонсо де Охеди, дала назву Венесуела ("маленька Венеція" по-іспанськи) Венесуельській затоці через уявну схожість зі знаменитим італійським містом.
У 1522 році розпочалася іспанська колонізація материкової частини Венесуели. Іспанія заснувала своє перше постійне південноамериканське поселення в сучасному місті Кумана. В той час, коли іспанські колоністи почали прибувати, інідіанці переважно жили групами як землероби та мисливці: вздовж узбережжя, в гірському масиві Анд та вздовж річки Оріноко. У 1527 році місто Санта-Ана-де-Коро було засноване першим губернатором провінції Венесуела Іспанської імперії  Хуаном де Ампіесом. До 1546 року місто Санта-Ана-де-Коро було столицею провінції, а після нього - Ель-Токуйо (1546–1577), допоки столиця не була перенесена в Каракас у 1577 році Хуаном де Піментелем. 
Колонія Кляйн-Венедіг (Маленька Венеція) була найбільш значущою частиною німецької колонізації Америки, з 1528 по 1546 рік, в якій сім'я Вельзерів ізАугсбурга отримала колоніальні права в провінції Венесуела від Карла V, імператора Священної Римської імперії . Основною мотивацією став пошук легендарного "золотого міста" Ельдорадо. Спочатку авантюру очолював Амброзіус Ехінгер, який заснував Маракайбо у 1529 році. Після смерті Ехінгера (1533), а потім його наступника Ніколауса Федермана, Георга фон Шпаєра (1540), Філіпп фон Гуттен продовжував розвідки вглиб Венесуели, однак його тривала відсутність спричинила кризу в провінції.  По поверненню Гуттена до столиці Санта-Ана-де-Коро у 1546 році іспанський губернатор Хуан де Карвахаль стратив Гуттена та Варфоломея VI Вельсера, а Чарльз згодом відкликав хартію Вельсера.

### Незалежність

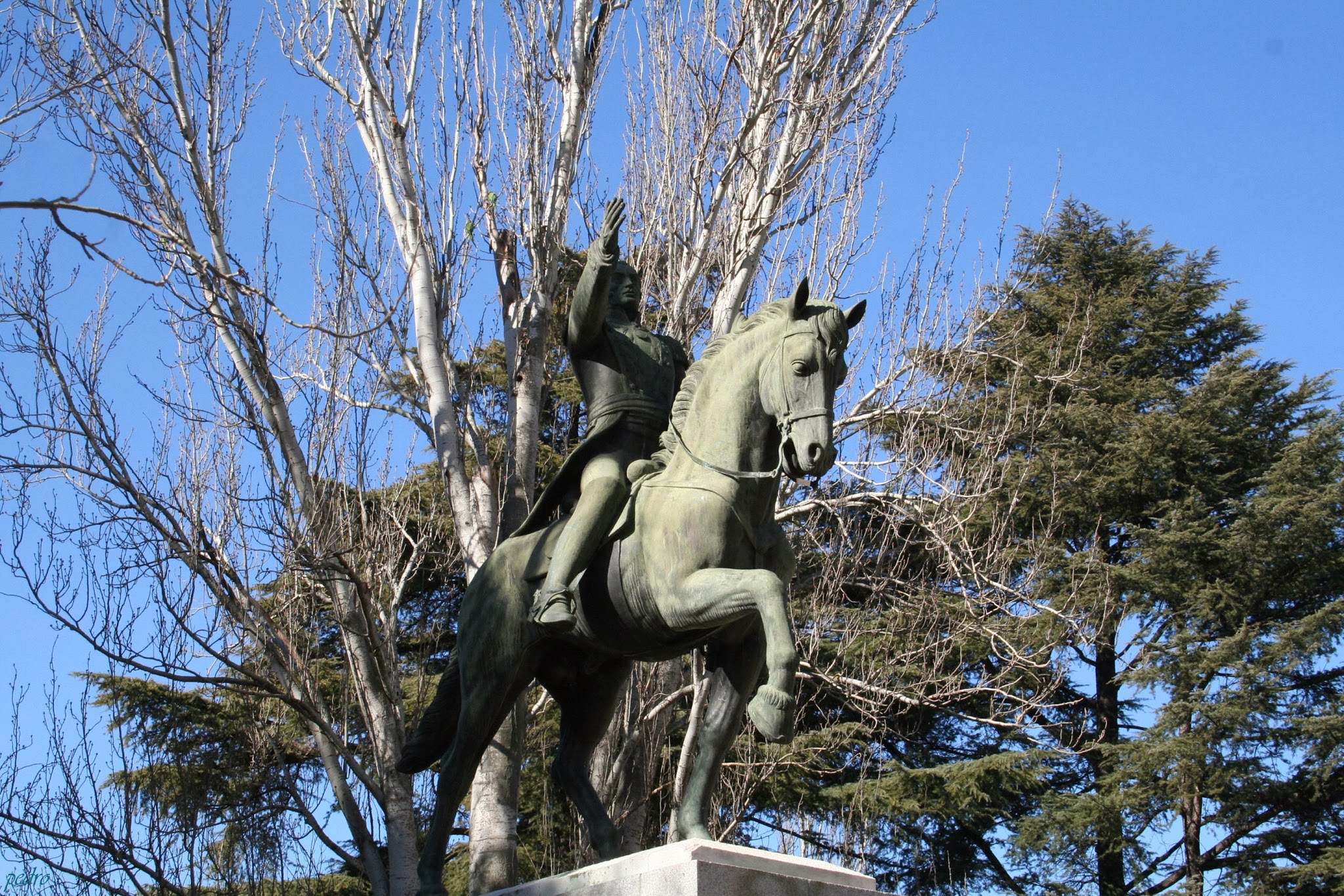
Статуя Симона Болівара у Мадриді

Новини про іспанські втрати у 1808 році під час Наполеонівських війн незабаром досягли Латинської Америки, проте лише 19 квітня 1810 року кабільдо (міська рада) Каракаса вирішив наслідувати приклад іспанських провінцій. 5 липня 1811 року сім із десяти провінцій генерал-капітанства Венесуели оголосили про свою незалежність у Венесуельській декларації незалежності. Перша республіка Венесуела припинила своє існування у 1812 році після землетрусу в Каракасі 1812 року та битви при Ла-Вікторії (1812). Сімон Болівар керував «Захоплюючою кампанією» для повернення Венесуели, заснувавши Другу Республіку Венесуела у 1813 році, однак і вона проіснувала недовго через місцеве повстання та воєнну кампанію Іспанського королівства проти повсталих південноамериканських колоній.
У грудні 1819 року в Сьюдад-Боліварі було проголошено Велику Колумбію незалежною країною. Після ще двох років війни, в результаті якої загинула половина білого населення Венесуели, країна досягла незалежності від Іспанії у 1821 році під керівництвом Сімона Болівара. Кампанія Болівара за звільнення Нової Гранади з 1819 по 1820 роки дала можливість Венесуелі досягти незалежності від Іспанії на доволі тривалий час. Венесуела разом із сучасними Колумбією, Панамою та Еквадором утворювали частину Великої Колумбії до 1830 року, коли Венесуела відокремилася та стала окремою суверенною країною.

### Після незалежності
У 1846 році Іспанія та Венесуела встановили дипломатичні відносини після підписання Договору про мир і дружбу.  Під час громадянської війни в Іспанії (1936-1939) Венесуела під керівництвом президента Елеасара Лопеса Контрераса підтримувала дипломатичні відносини з генералом Франциско Франко. У 1946-1958 роках Венесуела була другою країною за кількістю іспанських біженців (після Аргентини), що налічувала понад 45 000 іспанських мігрантів, прибувших до країни. 
Жовтень 1976 року ознаменувався офіційним візитом короля Іспанії Хуана Карлоса I  до Венесуели. Це був перший із чотирьох візитів.  У лютому 1999 року Уго Чавес став президентом Венесуели. За період головування президента Чавеса відносини між Іспанією та Венесуелою звелися до мінімуму. У березні 2010 року прем'єр-міністр Іспанії Хосе Марія Аснар звинуватив уряд Венесуели у підтримці, наданні допомоги та укритті членів іспанської терористичної групи ETA ("Країна басків та свобода" ).  У листопаді 2007 року під час Іберо-американського саміту в Сантьяго, Чилі, в той час, як президент Чавес звинувачував екс-прем'єр-міністра Іспанії Азнара в тому, що він "фашист", іспанський король Хуан Карлос I звернувся до президента Чавеса, сказавши на іспанській ¿Por qué no te callas? (українською мовою: "Чому б вам не замовкнути?").  Відносини між обома країнами дещо покращилися з приходом до влади уряду Маріано Рахоя. У березні 2013 року Чавес помер, а іспанський принц Філіп VI від імені  уряду держави відвідав його похорон. 
За президентства Ніколаса Мадуро відносини між Іспанією та Венесуелою знову зійшли на низький рівень. У лютому 2017 року прем'єр-міністр Рахой викликав посла Венесуели в Мадриді. Причиною стало те, що президент Мадуро зневажливо поставився до прем'єр-міністра внаслідок його звернення  до правлячої верхівки Венесуели з проханням звільнити лідера опозиції Леопольдо Лопеса.  У січні 2018 року уряд Венесуели вислав іспанського посла, звинувативши його у втручанні у внутрішні справи Венесуели. 
В контексті президентської кризи у Венесуелі 26 січня 2019 року прем'єр-міністр Іспанії Педро Санчес попросив Ніколаса Мадуро призначити вибори у 8-денний термін. Санчес наголосив: якщо Мадуро цього не зробить, то іспанський уряд визнає Хуана Гуайдо президентом Венесуели. 

## Двосторонні угоди
Іспанія та Венесуела підписали ряд угод, серед яких: Договір з торгівлі та судноплавства (1882 рік); Угода про повітряні перевезення (1972); Угода про технічну співпрацю (1974); Угода про культурне співробітництво (1976); Договір про екстрадицію (1990); Угода про припинення візового режиму (1995) та Угода про уникнення подвійного оподаткування (2008). 

## Транспортування
Авіакомпанії Air Europa та Iberia здійснюють прямі рейси між Іспанією та Венесуелою.

## Торгівля
Станом на 2015 рік, товарообіг між Іспанією та Венесуелою налічував 1,1 млрд євро.  Експорт Іспанії до Венесуели включає: автомобільні деталі, електронне обладнання, а також продукти харчування. Натомість  експорт Венесуели до Іспанії включає: олію, рибу, алюміній, залізо, продукти на хімічній основі,  та какао.  У Венесуелі працюють іспанські транснаціональні компанії, такі як Banco Bilbao Vizcaya Argentaria, Mapfre та Zara .

## Постійні дипломатичні представництва
- Іспанія має посольство в Каракасі . [9]
- Венесуела має посольство в Мадриді [10] та генеральні консульства в Барселоні [11] Більбао, [12] Санта-Крус-де-Тенеріфе [13] та Віго . [14]

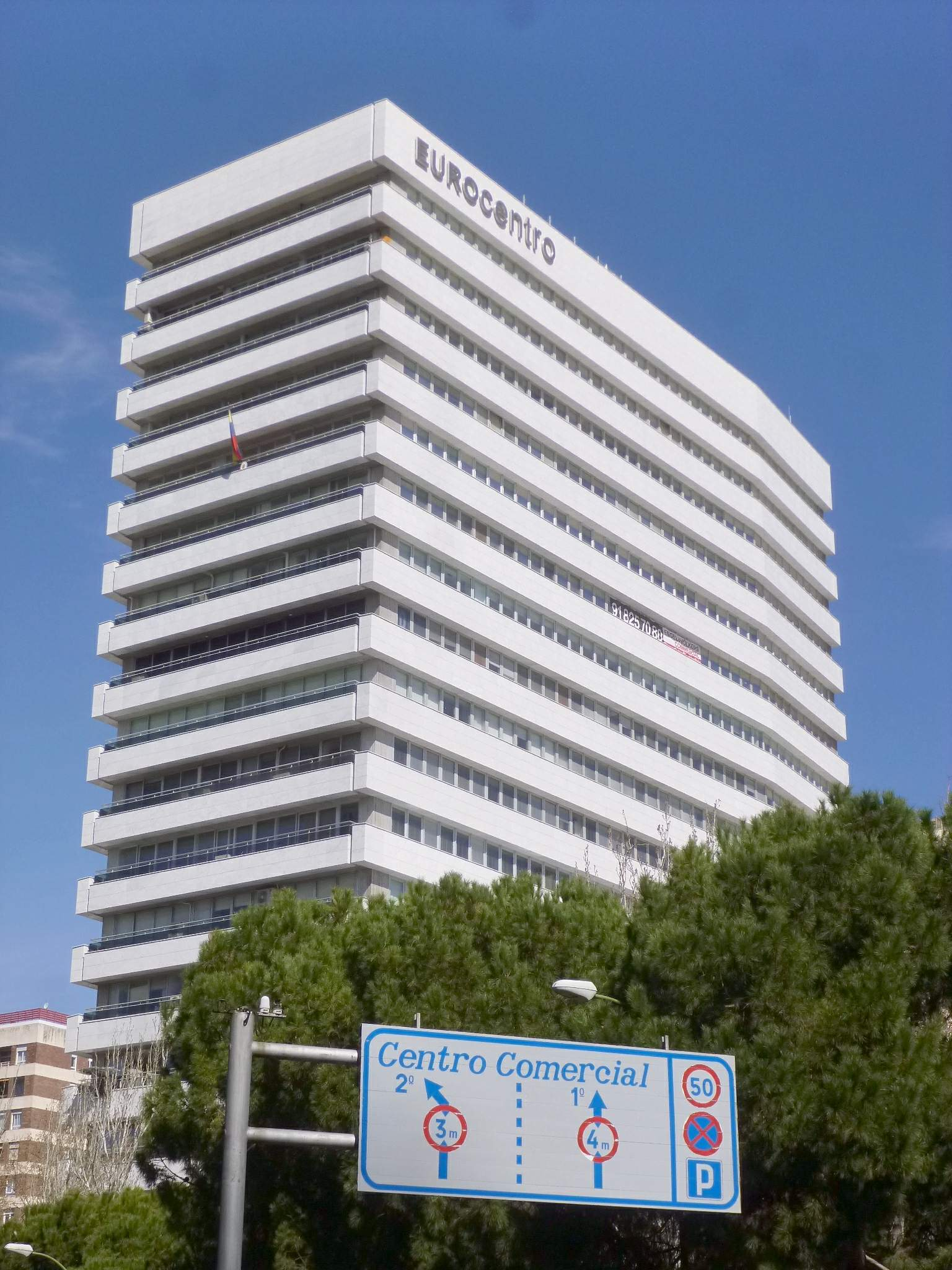
Будинок, де розміщено посольство Венесуели в Мадриді
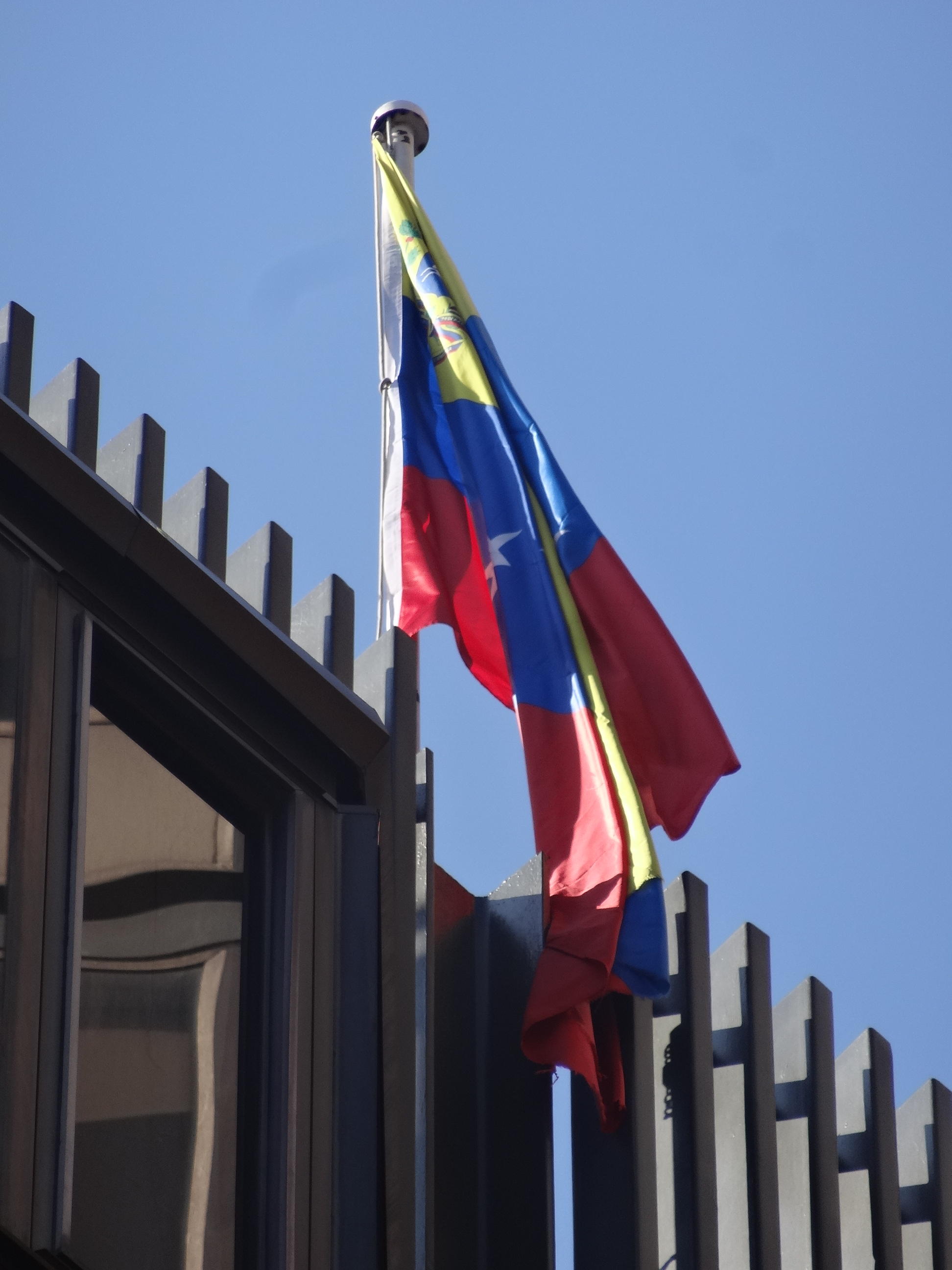
Генеральне консульство Венесуели в Барселоні